# Bohemia (hudební skupina)
Bohemia byla česká jazz rocková hudební skupina, kterou v roce 1975 založil po odchodu ze skupiny Blue Effect Lešek Semelka. Dalšími členy byli saxofonista Jan Kubík a baskytarista Vladimír Guma Kulhánek ze skupiny Flamengo a pozdější kytarista skupiny Pražský výběr, kytarista Michal Pavlíček. Ve skupině hostoval i Michael Kocáb, též pozdější člen Pražského výběru. Skupina v roce 1977 vydala své jediné LP Zrnko písku, které se v roce 2008 dočkalo reedice na CD.

## Singly
- Kam jdou / Bulgaria expres (1977)
- Přístav žíznících / Návštěva ve zverexu (1978)
- Co mi brání / Vina křídel (1978)
- King Gong / U studánky (1978)